# Bezek
Bezek – wieś w Polsce położona w województwie lubelskim, w powiecie chełmskim, w gminie Siedliszcze.
| SIMC    | Nazwa         | Rodzaj     |
| ------- | ------------- | ---------- |
| 1026711 | Dębina        | część wsi  |
| 1026734 | Gruszka       | przysiółek |
| 1026740 | Karczemka     | przysiółek |
| 0107471 | Koło Kościoła | część wsi  |
| 1026770 | Majdan        | część wsi  |
| 1026786 | Minków        | część wsi  |
| 1026792 | Pod Szosą     | część wsi  |
| 1026800 | Podborek      | część wsi  |
| 1026852 | Sabarówka     | przysiółek |

W latach 1954–1959 wieś należała i była siedzibą władz gromady Bezek, po jej zniesieniu w gromadzie Nowosiółki. W latach 1975–1998 miejscowość administracyjnie należała do województwa chełmskiego. 
Wieś jest sołectwem w gminie Siedliszcze. Według Narodowego Spisu Powszechnego (III 2011 r.) liczyła 415 mieszkańców i była czwartą co do wielkości miejscowością gminy.
We wsi znajduje się kaplica św. Anny, dawna cerkiew unicka, następnie prawosławna.